# Безнюк, Дмитрий Константинович
Дми́трий Константи́нович Безню́к (род. 2 июля 1970, Минск) — белорусский социолог и религиовед, специалист в области социологии религии и социологии управления. Доктор социологических наук, профессор кафедры социологии Белорусского государственного университета.

## Биография
В 1993 году окончил философско-экономический факультет (отделение философии) Белорусского государственного университета. С 1995 года преподаёт на кафедре социологии университета: доцент (1998), профессор (2007). Также преподавал на кафедре экономической социологии Белорусского государственного экономического университета.
Член Совета по защите докторских диссертаций, экспертного Совета ВАК Белоруссии. Член редакционной коллегии журналов «Социология», «Философия и социальные науки», «Управление в высшем образовании» (Белоруссия), «Политическое обозрение» (Сербия).

## Научная деятельность
В 1997 г. защитил кандидатскую диссертацию «Методологические основы социологии власти», в 2006 г. — докторскую «Социодинамика отношений государства и церкви в Республике Беларусь: социологический анализ». В сферу научных интересов входят проблемы взаимоотношений религии и государства, современного состояния религиозной сферы, технологии и методы социального управления.
Автор 170 научных научных и учебно-методических публикаций (в том числе трех единоличных монографий).

### Избранные труды
Монографии
- Власть: Методологические основы социологического анализа. — Мн.: Беларуская навука, 1998. — 128 с.
- Введение в социологию религии: Монография. — Белград: Институт политических исследований, 2004. — 204 с. (серб.)
- Государственно-конфессиональные отношения в Республике Беларусь. — Мн.: РИВШ, 2006. — 242 с.
- Основы управленческого консультирования: Программа спецкурса и конспект лекций. — Мн., 2001. — 38 с.
- Основы социологии религии: Для студентов высших учебных заведений гуманитарного профиля. — Мн.: Беларуская навука, 2003. — 204 с.
- Социология религии. — Мн.: БГУ, 2009. — 191 с.

Статьи
- Безнюк Д. К. Религиозная ситуация в Беларуси // Восточноевропейские исследования. — 2007. — № 6. — С. 45-57.
- Безнюк Д. К. Экуменизм // Религия. — 2004. — № 1-2. — С. 33-35. (серб.)
- Безнюк Д. К. Религия и социальное управление: возможности в современной ситуации // Политичка ревија. — 2005. — № 2. — С. 565—574.
- Безнюк Д. К. Религия как фактор современного управления // Радови. — 2005. — № 8. — С. 83-91. (серб.)
- Безнюк Д. К. Теоретико-методологические аспекты анализа взаимодействия государства и религии // Гуманітарна-эканамічны веснік. — 2006. — № 3. — С. 34-42.
- Безнюк Д. К. Состояние и специфика современной религиозной ситуации в Беларуси // Социологические исследования. — 2006. — № 2.
- Безнюк Д. К. Религиозная ситуация в Беларуси // Восточноевропейские исследования. — 2007. — № 6. — С. 45-57.
- Безнюк Д. К. Конфессия // Энциклопедия / сост. и общ. ред. А. А. Грицанов, Г. В. Синило. — Минск: Книжный Дом, 2007. — 960 с. — (Мир энциклопедий)
- Безнюк Д. К. Методологические и процедурные особенности социологических исследований общественного мнения (электората) // Српска политичка мисао. — 2008. — Vol. 20, № 1-2. — С. 71-82. (серб.)
- Безнюк Д. К. Постсекулярное общество: проблемы концептуализации // Социальное знание и белорусское общество. Материалы международной научно-практической конференции (Минск, 3-4 декабря 2009) / Нац. акад. наук Беларуси, Ин-т социологии, Инф.-аналитич. Центр при администрации Президента Республики Беларусь. — Мн.: Право и экономика, 2009. — С. 265—268.
- Безнюк Д. К. Власть, влияние, мода: к вопросу о нетрадиционных формах власти // Кафедре социологии БГУ — 20 лет: сборник научных трудов. — Мн.: Экономика и право, 2009. — С. 247—255.
- Безнюк Д. К. Секуляризация: опыт систематизации подходов изучения // Социология. — 2009. — № 3 — С.98-104.
- Безнюк Д. К. «Книга первая моя»: монографические исследования молодых белорусских социологов // Социология. — 2009. — № 4 — С.123-128.
- Безнюк Д. К. Поствеберовские исследования взаимовлияния религии и экономики в русской науке // Социологическая наука и образование: состояние, проблемы и перспективы развития: материалы междунар. научн. конф. (Минск, 4-5 ноября 2009 г.) / редкол. А. Н. Данилов [и др.]. — Мн.: БГУ, 2010. — С. 39-40.
- Безнюк Д. К. Методологические аспекты анализа взаимодействия государства и религии // Социологический альманах. — 2010. — № 1 — С. 106—113.
- Безнюк Д. К. Религия как социально-политический проект для постсоветского пространства // Постсоветское пространство в миропорядке 21 века: Матер. междунар. научн.-практ. конф. — Мн., 2011. — С. 53-59.
- Безнюк Д. К. Социальная структура и стратификация // Социология: Уч. пособ. / А. Н. Данилов [и др.]. — Минск: РИВШ, 2012. — С. 120—132.
- Безнюк Д. К. Религиозное поле Беларуси: особенности и тенденции развития // Религиозный фактор национальной безопасности Республики Беларусь: Матер. Круглого стола 15 марта 2012 г. — Минск, 2012. — С. 12-21.
- Безнюк Д. К., Бабосов Е. М. Сакральное в современном мире: Ф. Гюлен о культуре диалога // Социально-философские аспекты учения Ф. Гюлена: взгляд белорусских ученых. — Мн.: Беларуская навука, 2012. — 264 с. — С. 166—174.

## Награды и признание
- стипендиат Президента Республики Беларусь (1999, 2009)[2]